# Chrysohoughia chlorescens
Chrysohoughia chlorescens là một loài ruồi trong họ Tachinidae.